# Хусам Хасан
Хуса́м Ха́сан Хусейн (араб. حسام حسن حسين‎; род. 10 августа 1966, Хелуан) — египетский футболист и футбольный тренер. Один из самых титулованных игроков в истории футбола, входит в десятку лучших футболистов Африки XX века. Брат-близнец футболиста Ибрагима Хасана.

## Сборная
Провёл за сборную Египта 176 матчей в 1985—2006 гг., забил 68 мячей. Дебютировал за сборную 10 сентября 1985 года с Норвегией в Осло (0:3). Последний матч за Египет сыграл 7 февраля 2006 года против Сенегала в Каире (2:1).

## Достижения
Командные
- Трёхкратный Чемпион Африки: 1986, 1998, 2006
- Победитель Всеафриканских игр: 1987
- Чемпион Арабского Кубка наций: 1992
- Победитель Кубка африканских чемпионов: 1987
- Победитель Лиги чемпионов Африки: 2002
- Четырёхкратный победитель Кубка обладателей кубков Африки: 1984, 1985, 1986, 1993
- Победитель Суперкубка Африки: 2002
- Победитель Афро-азиатского кубка: 1988
- Победитель Арабской Лиги чемпионов: 1996
- Победитель Арабского Кубка обладателей кубков: 1994
- Победитель Арабского Суперкубка: 1997, 1998
- Победитель Клубного чемпионата арабских стран: 2003
- Победитель турнира Египет — Саудовская Аравия: 2003
- 14-кратный чемпион Египта: 1984/85, 1985/86, 1986/87, 1988/89, 1993/94, 1994/95, 1995/96, 1996/97, 1997/98, 1998/99, 1999/2000, 2000/01, 2002/03, 2003/04
- Пятикратный обладатель Кубка Египта: 1985, 1989, 1993, 1996, 2002
- Двукратный обладатель Суперкубка Египта: 2001, 2002
- Чемпион ОАЭ: 2000

Личные
- Занимает третье место в истории африканского футбола (по версии CAF).
- Лучший футболист Египта 1998, 1999, 2001 годов.
- Лучший бомбардир чемпионата Африки 1998 года.
- Лучший бомбардир Лиги африканских чемпионов 2002 года.
- Лучший бомбардир чемпионата Египта 1999, 2002 годов.
- Чемпион Африки с интервалом в 20 лет (1986—2006).
- Рекордсмен Африки по количеству выигранных клубных турниров — 6.
- Второе место в истории по количеству забитых в чемпионате Египта голов — 162.
- Рекордсмен Египта по числу выигранных чемпионатов страны — 14.
- Рекордсмен Африканских клубных турниров по числу забитых голов — 27.